# George Russell (autocoureur)
George William Russell (King's Lynn, 15 februari 1998) is een Brits autocoureur. Sinds 2017 is hij onderdeel van het opleidingsprogramma van het Formule 1-team van Mercedes. Dat jaar werd hij ook kampioen in de GP3 Series. In 2018 stapte hij over naar de Formule 2, waar hij eveneens kampioen werd. Vanaf 2022 is hij coureur bij Mercedes in de Formule 1 en weet dat seizoen zijn eerste overwinning te halen bij de Grand Prix in São Paulo. Zijn tweede overwinning behaalde hij in 2024 op de Red Bull Ring in Oostenrijk.

## Carrière

### Karting
Russell begon zijn autosportcarrière in het karting in 2006, waarin hij in 2009 de cadet-klasse bereikte. Dat jaar werd hij Brits kampioen in zowel het MSA- als het Open-kampioenschap. In 2010 stapte hij over naar de Rotax Mini Max-klasse, waar hij Brits kampioen werd in de Super One en de Formula Kart Stars, terwijl hij ook de Kartmasters British Grand Prix won. In 2011 klom hij op naar de KF3-klasse, waar hij de SKUSA Supernationals won en kampioen werd in het CIK-FIA European Championship, een titel die hij in 2012 succesvol verdedigde. In 2013 eindigde hij als negentiende in het KF1 CIK-FIA World Championship.

### Formule Renault
In 2014 maakte Russell zijn debuut in het formuleracing, waarbij hij in de Formule Renault 2.0 Alps ging rijden. Oorspronkelijk zou hij rijden voor het Prema Powerteam, maar enkele dagen voor de start van het seizoen wisselde hij naar Koiranen GP. Ondanks dat hij een raceweekend miste vanwege ziekte, eindigde hij als vierde in het kampioenschap, met een tweede plaats op de Red Bull Ring als beste resultaat.
Ook nam Russell als gastrijder deel aan twee raceweekenden van de Eurocup Formule Renault 2.0 in 2014. Op de Moscow Raceway reed hij voor Koiranen naar de 15e en 22e plaats in de races. Tijdens het laatste raceweekend van het seizoen op het Circuito Permanente de Jerez stapte hij over naar Tech 1 Racing en won de laatste race van het seizoen, nadat hij in de eerste race van het weekend als vijfde eindigde.

### Formule 4
In 2014 nam Russell ook deel aan het BRDC Formule 4-kampioenschap, rijdend voor het team Lanan Racing, de regerend kampioen. In het eerste raceweekend op Silverstone behaalde hij twee overwinningen en voegde hier op Brands Hatch en Oulton Park nog twee overwinningen aan toe. Tijdens de laatste race van het seizoen op het Snetterton Motor Racing Circuit was hij met teamgenoot Arjun Maini en HHC Motorsport-coureurs Sennan Fielding en Raoul Hyman nog in de strijd om het kampioenschap. Hij startte deze race van pole position en won de race, waardoor hij met slechts drie punten voorsprong op Maini de titel won. Als prijs voor deze titel mocht hij voor Arden Motorsport testen in een GP3-auto op het Yas Marina Circuit na afloop van het seizoen. In december werd Russell de jongste winnaar ooit van de McLaren Autosport BRDC Award, waarbij hij £100.000 en een test in een Formule 1-auto van McLaren kreeg.

### Formule 3
Russell maakte in 2015 zijn Formule 3-debuut in het Europees Formule 3-kampioenschap voor het team Carlin. In de tweede race van het eerste raceweekend op Silverstone won hij meteen zijn eerste race in het kampioenschap. Dit bleek later zijn enige overwinning van het jaar te zijn en stond hij enkel op Spa-Francorchamps en de Norisring nog op het podium. Uiteindelijk eindigde hij als zesde in het kampioenschap met 203 punten. Hiernaast nam hij dat jaar deel aan de Masters of Formula 3, waarin hij achter Antonio Giovinazzi als tweede eindigde.
In 2016 keerde Russell terug in de Europese Formule 3 bij het eveneens terugkerende team HitechGP. Hij won twee races op het Circuit de Pau-Ville en op Spa-Francorchamps en stond in acht andere races ook op het podium. Hierdoor werd hij achter Lance Stroll en Maximilian Günther derde in de eindstand met 264 punten. Aan het eind van het seizoen debuteerde hij in de Grand Prix van Macau, waarin hij, eveneens rijdend voor Hitech, als zevende eindigde.

### GP3
In 2017 maakte Russell de overstap naar de GP3 Series, waarin hij uitkwam voor het team ART Grand Prix. Tevens werd hij, naast Pascal Wehrlein en Esteban Ocon, opgenomen in het Mercedes Junior Team, het opleidingsprogramma van het Formule 1-team van Mercedes. Hij won races op de Red Bull Ring, Silverstone, Spa-Francorchamps en het Autodromo Nazionale Monza. Tijdens het voorlaatste raceweekend in Jerez werd hij uitgeroepen tot kampioen in deze klasse, nadat hij genoeg punten verzamelde zodat zijn titelrivaal en teamgenoot Jack Aitken hem niet meer in kon halen in de eindstand.

### Formule 2
In 2018 maakte Russell de overstap naar de Formule 2, waar hij, net als Jack Aitken, zijn samenwerking met ART Grand Prix voortzette. Hij won in totaal zeven races op het Baku City Circuit, het Circuit de Barcelona-Catalunya, het Circuit Paul Ricard, de Red Bull Ring, het Autodromo Nazionale Monza, het Sochi Autodrom en het Yas Marina Circuit. In vier andere races stond hij ook op het podium, waardoor hij in de voorlaatste race in Yas Marina gekroond werd tot kampioen in de klasse. Met 287 punten had hij 68 punten voorsprong op Lando Norris, de nummer twee in de eindstand.

### Formule 1
In 2017 mocht Russell tijdens de laatste twee Formule 1-races van het seizoen in Brazilië en Abu Dhabi in actie komen in de eerste vrije training bij het team van Force India.
In 2018 is Russell de officiële reservecoureur van Mercedes. In 2019 maakt hij zijn racedebuut in de Formule 1 als coureur bij Williams.
Van 4 tot en met 6 december verving Russell Lewis Hamilton bij het team van Mercedes tijdens de Grand Prix Formule 1 van Sakhir 2020 omdat Hamilton positief was getest op het COVID-19-virus. In deze race heeft Russell zijn eerste punten in de Formule 1 gescoord.
Op 7 september 2021 werd bekendgemaakt dat Russell vanaf seizoen 2022 de tweede coureur zou zijn bij het team van Mercedes en daarmee de teamgenoot van Lewis Hamilton. In het weekend in São Paulo dat seizoen behaalt hij zijn eerste Grand Prix-overwinning, na een dag eerder ook al de Sprint winnend te hebben afgesloten.

## Carrière-overzicht

### Karting
| Jaar | Evenement                                       | Klasse         | Resultaat |
| ---- | ----------------------------------------------- | -------------- | --------- |
| 2006 | Kartmasters British Grand Prix                  | WTP Cadet      | 6         |
| 2007 | Kartmasters British Grand Prix                  | WTP Cadet      | 4         |
| 2008 | Kartmasters British Grand Prix                  | Comer Cadet    | 4         |
| 2008 | Kartmasters British Grand Prix                  | WTP Cadet      | 1         |
| 2008 | BRDC Stars of Tomorrow MSA British Championship | Cadet          | 16        |
| 2008 | Manchester & Buxton Kart Club                   | Cadet          | 8         |
| 2008 | Super 1 National Championship                   | Comer Cadet    | 20        |
| 2009 | British Open Championship                       | Comer Cadet    | 1         |
| 2009 | WSK North American Series                       | Cadet          | DNF       |
| 2009 | Formula Kart Stars MSA                          | Cadet          | 1         |
| 2009 | Super 1 National Championship                   | Comer Cadet    | 2         |
| 2009 | MSA Kartmasters Grand Prix                      | Comer Cadet    | 1         |
| 2010 | Formula Kart Stars                              | Mini Max       | 1         |
| 2010 | Kartmasters British Grand Prix                  | Rotax Mini Max | 1         |
| 2010 | Super 1 National Championship                   | Rotax Mini Max | 1         |
| 2011 | Trent Valley Kart Club                          | Junior Rotax   | 43        |
| 2011 | Super 1 National Championship                   | KF3            | 7         |
| 2011 | WSK Master Series                               | KF3            | 43        |
| 2011 | WSK Final Cup                                   | KF3            | 4         |
| 2011 | Kartmasters British Grand Prix                  | KF3            | 17        |
| 2011 | ERDF Masters Kart                               | Junior         | 5         |
| 2011 | SKUSA SuperNationals                            | TaG Junior     | 1         |
| 2011 | CIK-FIA World Cup                               | KF3            | 16        |
| 2011 | WSK Euro Series                                 | KF3            | 7         |
| 2011 | South Garda Winter Cup                          | KF3            | 10        |

| Jaar | Evenement                      | Klasse     | Resultaat |
| 2012 | CIK-FIA World Cup              | KF3        | 29        |
| 2012 | SKUSA SuperNationals           | TaG Junior | 2         |
| 2012 | Super 1 National Championship  | KF3        | 2         |
| 2012 | CIK-FIA Karting Academy Trophy |            | 10        |
| 2012 | WSK Euro Series                | KF3        | 4         |
| 2012 | CIK-FIA European Championship  | KF3        | 1         |
| 2012 | Trofeo Andrea Margutti         | KF3        | 7         |
| 2012 | WSK Master Series              | KF3        | 3         |
| 2012 | South Garda Winter Cup         | KF3        | 1         |
| 2013 | WSK Super Master Series        | KF         | 15        |
| 2013 | South Garda Winter Cup         | KF2        | 9         |
| 2013 | WSK Euro Series                | KF         | 5         |
| 2013 | CIK-FIA World Championship     | KF         | 19        |
| 2013 | CIK-FIA European Championship  | KF         | 12        |

### BRDC Formula 4-resultaten
| Jaar | Inschrijving | 1        | 2        | 3         | 4        | 5        | 6        | 7         | 8        | 9        | 10      | 11      | 12        | 13       | 14       | 15       | 16        | 17       | 18        | 19       | 20      | 21        | 22         | 23       | 24       | Pos. | Punten |
| ---- | ------------ | -------- | -------- | --------- | -------- | -------- | -------- | --------- | -------- | -------- | ------- | ------- | --------- | -------- | -------- | -------- | --------- | -------- | --------- | -------- | ------- | --------- | ---------- | -------- | -------- | ---- | ------ |
| 2014 | Lanan Racing | SIL1 1 5 | SIL1 2 1 | SIL1 3 1S | BRH1 1 4 | BRH1 2 3 | BRH1 3 1 | SNE1 1 3P | SNE1 2 3 | SNE1 3 6 | OUL 1 P | OUL 2 6 | OUL 3 Ret | SIL2 1 5 | SIL2 2 6 | SIL2 3 6 | BRH2 1 10 | BRH2 2 3 | BRH2 3 5S | DON 1 2S | DON 2 6 | DON 3 Ret | SNE2 1 7PS | SNE2 2 S | SNE2 3 1 | 1    | 483    |

### Formule Renault
| Seizoen | Series                      | Team          | Races | Wins | Pole positie | Snelste Ronden | Podiums | Pos. | Punten |
| ------- | --------------------------- | ------------- | ----- | ---- | ------------ | -------------- | ------- | ---- | ------ |
| 2014    | Formula Renault 2.0 Alps    | Koiranen GP   | 12    | 0    | 0            | 0              | 1       | 4    | 123    |
| 2014    | Eurocup Formula Renault 2.0 | Koiranen GP   | 2     | 0    | 0            | 0              | 0       | NC   | 0      |
| 2014    | Eurocup Formula Renault 2.0 | Tech 1 Racing | 2     | 1    | 1            | 1              | 1       | NC   | 0      |

#### Formula Renault 2.0 Alps-resultaten
| Jaar | Inschrijving | 1       | 2       | 3       | 4         | 5       | 6       | 7       | 8       | 9        | 10       | 11      | 12      | 13       | 14      | Pos. | Punten |
| ---- | ------------ | ------- | ------- | ------- | --------- | ------- | ------- | ------- | ------- | -------- | -------- | ------- | ------- | -------- | ------- | ---- | ------ |
| 2014 | Koiranen GP  | IMO 1 6 | IMO 2 9 | PAU 1 4 | PAU 2 Ret | RBR 1 2 | RBR 2 5 | SPA 1 8 | SPA 2 7 | MNZ 1 ND | MNZ 2 ND | MUG 1 5 | MUG 2 7 | JER 1 13 | JER 2 8 | 4    | 123    |

#### Eurocup Formula Renault 2.0-resultaten
| Jaar | Inschrijving              | 1     | 2     | 3     | 4     | 5        | 6        | 7     | 8     | 9     | 10    | 11    | 12    | 13      | 14        | Pos. | Punten |
| ---- | ------------------------- | ----- | ----- | ----- | ----- | -------- | -------- | ----- | ----- | ----- | ----- | ----- | ----- | ------- | --------- | ---- | ------ |
| 2014 | Koiranen GP/Tech 1 Racing | ALC 1 | ALC 2 | SPA 1 | SPA 2 | MSC 1 15 | MSC 2 22 | NÜR 1 | NÜR 2 | HUN 1 | HUN 2 | LEC 1 | LEC 2 | JER 1 5 | JER 2 1PS | 0    | NC     |

### Formule 3
| Seizoen | Series                           | Team           | Races | Wins | Pole positie | Snelste Ronden | Podiums | Pos. | Punten |
| ------- | -------------------------------- | -------------- | ----- | ---- | ------------ | -------------- | ------- | ---- | ------ |
| 2015    | Europees Formule 3-kampioenschap | Carlin         | 33    | 1    | 0            | 0              | 3       | 6    | 203    |
| 2015    | Masters of Formula 3             | Carlin         | 1     | 0    | 0            | 0              | 1       | 2    | N/A    |
| 2016    | Europees Formule 3-kampioenschap | HitechGP       | 30    | 2    | 3            | 3              | 10      | 3    | 264    |
| 2016    | Macau Grand Prix                 | HitechGP       | 1     | 0    | 1            | 0              | 0       | 7    | N/A    |
| 2017    | GP3 Series 2017                  | ART Grand Prix | 15    | 4    | 4            | 5              | 7       | 1    | 220    |

#### Europees Formule 3-resultaten
| Jaar | Inschrijving | Motor      | 1       | 2        | 3        | 4         | 5       | 6         | 7       | 8         | 9       | 10      | 11      | 12        | 13      | 14       | 15        | 16       | 17      | 18      | 19      | 20        | 21       | 22      | 23        | 24      | 25       | 26      | 27      | 28       | 29      | 30        | 31      | 32      | 33        | Pos. | Punten |
| ---- | ------------ | ---------- | ------- | -------- | -------- | --------- | ------- | --------- | ------- | --------- | ------- | ------- | ------- | --------- | ------- | -------- | --------- | -------- | ------- | ------- | ------- | --------- | -------- | ------- | --------- | ------- | -------- | ------- | ------- | -------- | ------- | --------- | ------- | ------- | --------- | ---- | ------ |
| 2015 | Carlin       | Volkswagen | SIL 1 8 | SIL 2 1  | SIL 3 5  | HOC 1 11  | HOC 2 9 | HOC 3 18  | PAU 1 8 | PAU 2 6   | PAU 3 8 | MNZ 1 8 | MNZ 2 6 | MNZ 3 7   | SPA 1 6 | SPA 2 13 | SPA 3     | NOR 1 10 | NOR 2 5 | NOR 3 2 | ZAN 1 6 | ZAN 2 5   | ZAN 3 6  | RBR 1 5 | RBR 2 7   | RBR 3 9 | ALG 1 10 | ALG 2 5 | ALG 3 4 | NÜR 1 13 | NÜR 2 8 | NÜR 3 10  | HOC 1 7 | HOC 3 8 | HOC 3 Ret | 6    | 203    |
| 2016 | HitechGP     | Mercedes   | LEC 1 3 | LEC 2 11 | LEC 3 18 | HUN 1 Ret | HUN 2 4 | HUN 3 Ret | PAU 1 4 | PAU 2 1PS | PAU 3   | RBR 1 5 | RBR 2   | RBR 3 Ret | NOR 1 3 | NOR 2 9  | NOR 3 Ret | ZAN 1 7  | ZAN 2 9 | ZAN 3 5 | SPA 1 5 | SPA 2 1PS | SPA 3 PS | NÜR 1 3 | NÜR 2 Ret | NÜR 3 7 | IMO 1 4  | IMO 2 3 | IMO 3 2 | HOC 1 7  | HOC 2 6 | HOC 3 Ret |         |         |           | 3    | 264    |

#### Masters of Formula 3-resultaten
| Jaar | Inschrijving | Auto         | Motor      | Kwalificatie | Kwalificatierace | Hoofdrace |
| ---- | ------------ | ------------ | ---------- | ------------ | ---------------- | --------- |
| 2015 | Carlin       | Dallara F312 | Volkswagen | 4            | 4                | 2         |

#### Macau Grand Prix-resultaten
| Jaar | Inschrijving | Auto         | Kwalificatie | Kwalificatierace | Hoofdrace |
| ---- | ------------ | ------------ | ------------ | ---------------- | --------- |
| 2016 | HitechGP     | Dallara F312 | 1            | 5                | 7         |

#### GP3 Series-resultaten
| Jaar | Inschrijving   | 1         | 2          | 3          | 4         | 5          | 6          | 7           | 8          | 9           | 10         | 11        | 12 | 13        | 14         | 15         | 16        | Pos. | Punten |
| ---- | -------------- | --------- | ---------- | ---------- | --------- | ---------- | ---------- | ----------- | ---------- | ----------- | ---------- | --------- | -- | --------- | ---------- | ---------- | --------- | ---- | ------ |
| 2017 | ART Grand Prix | CAT FEA 4 | CAT SPR 5S | RBR FEA 1P | RBR SPR 6 | SIL FEA 1P | SIL SPR 4S | HUN FEA DNS | HUN SPR 11 | SPA FEA 1PS | SPA SPR 2S | MNZ FEA 1 | C  | JER FEA 2 | JER SPR 4S | YMC FEA 2P | YMC SPR 4 | 1    | 220    |

### Formule 2-resultaten
| Jaar | Inschrijving   | 1         | 2          | 3          | 4          | 5         | 6          | 7           | 8           | 9          | 10         | 11         | 12        | 13          | 14         | 15          | 16        | 17        | 18        | 19         | 20        | 21        | 22         | 23         | 24         | Pos. | Punten |
| ---- | -------------- | --------- | ---------- | ---------- | ---------- | --------- | ---------- | ----------- | ----------- | ---------- | ---------- | ---------- | --------- | ----------- | ---------- | ----------- | --------- | --------- | --------- | ---------- | --------- | --------- | ---------- | ---------- | ---------- | ---- | ------ |
| 2018 | ART Grand Prix | BHR FEA 5 | BHR SPR 19 | BAK FEA 12 | BAK SPR 1S | CAT FEA 1 | CAT SPR 4S | MON FEA Ret | MON SPR Ret | LEC FEA 1P | LEC SPR 17 | RBR FEA 1P | RBR SPR 2 | SIL FEA 2PS | SIL SPR 2S | HUN FEA Ret | HUN SPR 8 | SPA FEA 3 | SPA SPR 7 | MNZ FEA 4P | MNZ SPR 1 | SOC FEA 4 | SOC SPR 1S | YMC FEA 1P | YMC SPR 4S | 1    | 287    |

## Formule 1-carrière

### Teams
| Jaar/Jaren   | Team     |
| ------------ | -------- |
| 2019 – 2021  | Williams |
| 2022 – heden | Mercedes |

### Statistiek
Onderstaande tabel is bijgewerkt tot en met de Grand Prix van Hongarije 2025.
|                           | 2019 | 2020 | 2021 | 2022 | 2023 | 2024 | 2025 * | Totaal           |
| ------------------------- | ---- | ---- | ---- | ---- | ---- | ---- | ------ | ---------------- |
| Aantal ingeschreven races | 21   | 17   | 22   | 22   | 22   | 24   | 13 *   | 141 (141 starts) |
| Aantal zeges              | 0    | 0    | 0    | 1    | 0    | 2    | 1 *    | 4                |
| Aantal pole-positions     | 0    | 0    | 0    | 1    | 0    | 4    | 1 *    | 6                |
| Aantal snelste rondes     | 0    | 1    | 0    | 4    | 1    | 2    | 1 *    | 9                |
| Aantal podiumplaatsen     | 0    | 0    | 1    | 8    | 2    | 4    | 5 *    | 20               |
| Aantal WK-punten          | 0    | 3    | 16   | 275  | 175  | 245  | 157 *  | 871              |
| Positie WK                | 20   | 18   | 15   | 4    | 8    | 6    | 4 *    |                  |

* Seizoen loopt nog.

### Formule 1-resultaten
| Kleur  | Resultaat                       |
| ------ | ------------------------------- |
| Goud   | Winnaar                         |
| Zilver | Tweede plaats                   |
| Brons  | Derde plaats                    |
| Groen  | Gefinisht (punten behaald)      |
| Blauw  | Gefinisht (geen punten behaald) |
| Blauw  | Niet geklasseerd (NC)           |
| Paars  | Uitgevallen (DNF)               |
| Rood   | Niet gekwalificeerd (DNQ)       |

| Kleur   | Resultaat                              |
| ------- | -------------------------------------- |
| Zwart   | Gediskwalificeerd (DSQ)                |
| Wit     | Niet gestart (DNS)                     |
| Blanco  | Gewond (INJ)                           |
| Blanco  | Uitgesloten (EX)                       |
| Blanco  | Teruggetrokken (WD) / Niet deelgenomen |
| 1, 2, 3 | Sprint positie (punten behaald)        |
| P       | Poleposition                           |
| S       | Snelste ronde                          |

| Jaar | Inschrijving                           | Chassis                        | Motor                                 | 1       | 2       | 3       | 4       | 5      | 6       | 7       | 8       | 9      | 10      | 11      | 12       | 13      | 14      | 15      | 16      | 17      | 18     | 19     | 20       | 21      | 22      | 23      | 24    | Pos. | Punten |
| ---- | -------------------------------------- | ------------------------------ | ------------------------------------- | ------- | ------- | ------- | ------- | ------ | ------- | ------- | ------- | ------ | ------- | ------- | -------- | ------- | ------- | ------- | ------- | ------- | ------ | ------ | -------- | ------- | ------- | ------- | ----- | ---- | ------ |
| 2017 | Sahara Force India F1 Team             | Force India VJM10              | Mercedes M08 EQ Power+ V6             | AUS 0   | CHN 0   | BHR 0   | RUS 0   | SPA 0  | MON 0   | CAN 0   | AZE 0   | OOS 0  | GBR 0   | HON 0   | BEL 0    | ITA 0   | SIN 0   | MAL 0   | JPN 0   | VST 0   | MEX 0  | BRA TC | ABU TC   |         |         |         |       | -    | -      |
| 2019 | ROKiT Williams Racing                  | Williams FW42                  | Mercedes-AMG F1 M10 EQ Power+ V6      | AUS 16  | BHR 15  | CHN 16  | AZE 15  | SPA 17 | MON 15  | CAN 16  | FRA 19  | OOS 18 | GBR 14  | DUI 11  | HON 16   | BEL 15  | ITA 14  | SIN DNF | RUS DNF | JPN 16  | MEX 16 | VST 17 | BRA 12   | ABU 17  |         |         |       | 20   | 0      |
| 2020 | Williams Racing                        | Williams FW43                  | Mercedes-AMG F1 M11 EQ Power+ V6      | OOS DNF | STI 16  | HON 18  | GBR 12  | 70J 18 | SPA 17  | BEL DNF | ITA 14  | TOS 11 | RUS 18  | EIF DNF | POR 14   | EMI DNF | TUR 16  | BHR 12  |         | ABU 15  |        |        |          |         |         |         |       | 18   | 3      |
| 2020 | Mercedes AMG Petronas Motorsport       | Mercedes F1 W11 EQ Performance | Mercedes-AMG F1 M11 EQ Performance V6 |         |         |         |         |        |         |         |         |        |         |         |          |         |         |         | SAK 9S  |         |        |        |          |         |         |         |       | 18   | 3      |
| 2021 | Williams Racing                        | Williams FW43B                 | Mercedes-AMG F1 M12 E Performance V6  | BHR 14  | EMI DNF | POR 16  | SPA 14  | MON 14 | AZE 14† | FRA 12  | STI DNF | OOS 11 | GBR 12  | HON 8   | BEL 2 ‡  | NED 17† | ITA 9   | RUS 10  | TUR 15  | VST 14  | MXS 16 | SAP 13 | QAT 17   | SAR DNF | ABU DNF |         |       | 15   | 16     |
| 2022 | Mercedes-AMG Petronas Formula One Team | Mercedes AMG W13               | Mercedes-AMG F1 M13 E Performance V6  | BHR 4   | SAR 5   | AUS 3   | EMI 4   | MIA 5  | SPA 3   | MON 5   | AZE 3   | CAN 4  | GBR DNF | OOS 4   | FRA 3    | HON 3P  | BEL 4   | NED 2   | ITA 3   | SIN 14S | JPN 8  | VST 5S | MXS 4S   | SAP 1S  | ABU 5   |         |       | 4    | 275    |
| 2023 | Mercedes-AMG Petronas Formula One Team | Mercedes AMG W14               | Mercedes-AMG F1 M14 E Performance V6  | BHR 7   | SAR 4   | AUS DNF | AZE 48S | MIA 4  | MON 5   | SPA 3   | CAN DNF | OOS 87 | GBR 5   | HON 6   | BEL 86   | NED 17  | ITA 5   | SIN 16† | JPN 7   | QAT 4   | VST 85 | MXS 6  | SAP 4DNF | LSV 8   | ABU 3   |         |       | 8    | 175    |
| 2024 | Mercedes-AMG Petronas Formula One Team | Mercedes AMG W15               | Mercedes-AMG F1 M15 E Performance V6  | BHR 5   | SAR 6   | AUS 17† | JPN 7   | CHN 86 | MIA 8   | EMI 7S  | MON 5   | CAN 3P | SPA 4   | OOS 41  | GBR DNFP | HON 8S  | BEL DSQ | NED 7   | ITA 7   | AZE 3   | SIN 4  | VST 56 | MXS 5    | SAP 64  | LSV 1P  | QAT 34P | ABU 5 | 6    | 245    |
| 2025 | Mercedes-AMG Petronas Formula One Team | Mercedes AMG W16               | Mercedes-AMG F1 M16 E Performance V6  | AUS 3   | CHN 43  | JPN 5   | BHR 2   | SAR 5  | MIA 43  | EMI 7   | MON 11  | SPA 4  | CAN 1PS | OOS 5   | GBR 10   | BEL 5   | HON 3   | NED 0   | ITA 0   | AZE 0   | SIN 0  | VST 0  | MXS 0    | SAP 0   | LSV 0   | QAT 0   | ABU 0 | 4*   | 157*   |
| Jaar | Inschrijving                           | Chassis                        | Motor                                 | 1       | 2       | 3       | 4       | 5      | 6       | 7       | 8       | 9      | 10      | 11      | 12       | 13      | 14      | 15      | 16      | 17      | 18     | 19     | 20       | 21      | 22      | 23      | 24    | Pos. | Punten |

- † Uitgevallen maar wel geklasseerd omdat er meer dan 90% van de race-afstand werd afgelegd.
- ‡ Halve punten werden toegekend tijdens de GP van België 2021 omdat er minder dan 75% van de wedstrijd was afgelegd door hevige regenval.
- * Seizoen loopt nog.

### Overwinningen
| Nr. | Grand Prix                     | Constructeur |
| --- | ------------------------------ | ------------ |
| 1   | Grand Prix van São Paulo 2022  | Mercedes     |
| 2   | Grand Prix van Oostenrijk 2024 | Mercedes     |
| 3   | GP van Las Vegas 2024          | Mercedes     |
| 4   | Grand Prix van Canada 2025     | Mercedes     |

### Sprintoverwinning
| Nr. | Grand Prix                    | Constructeur |
| --- | ----------------------------- | ------------ |
| 1   | Grand Prix van São Paulo 2022 | Mercedes     |

## Galerij

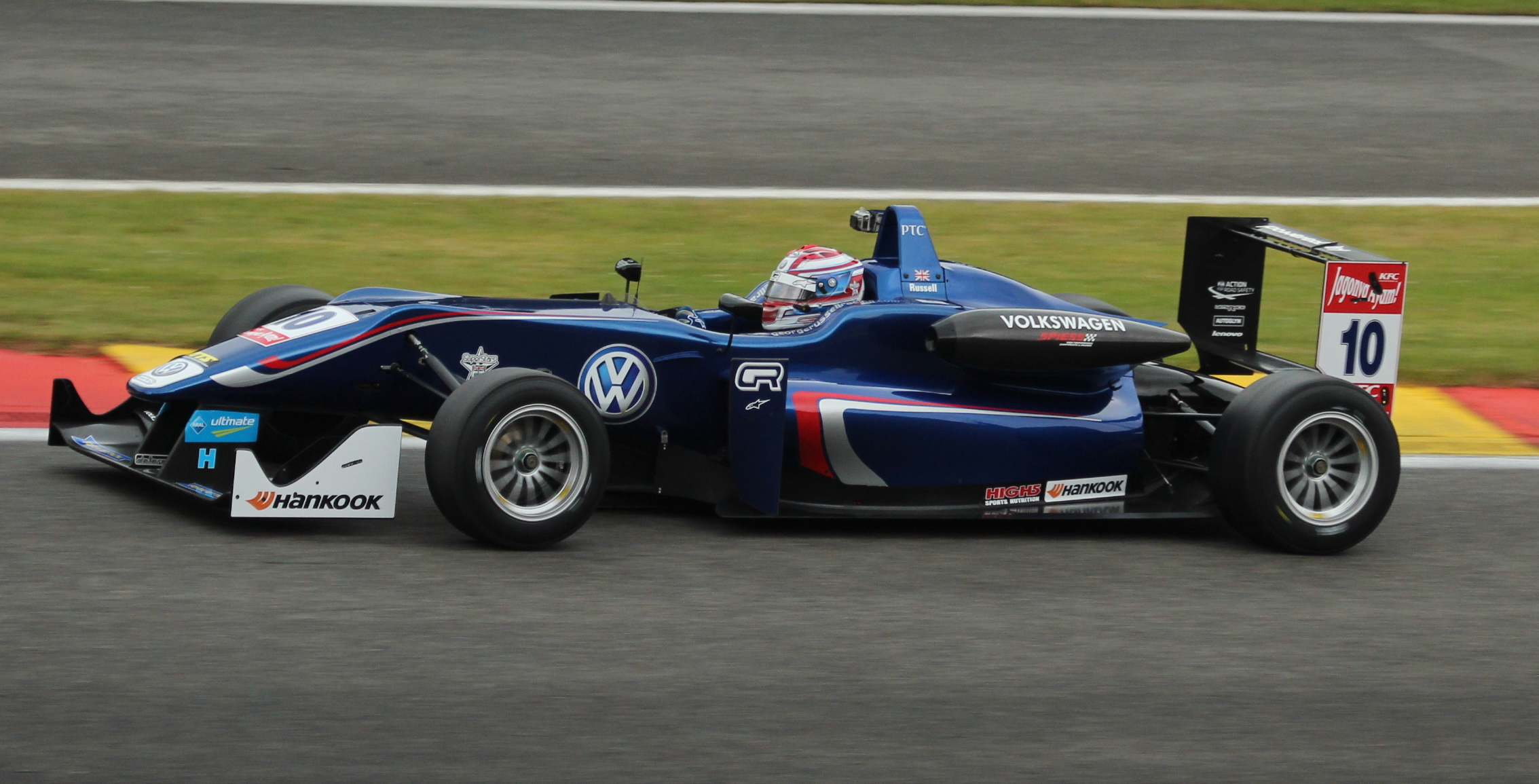
George Russell in het Europese Formule 3 kampioenschap in 2015.
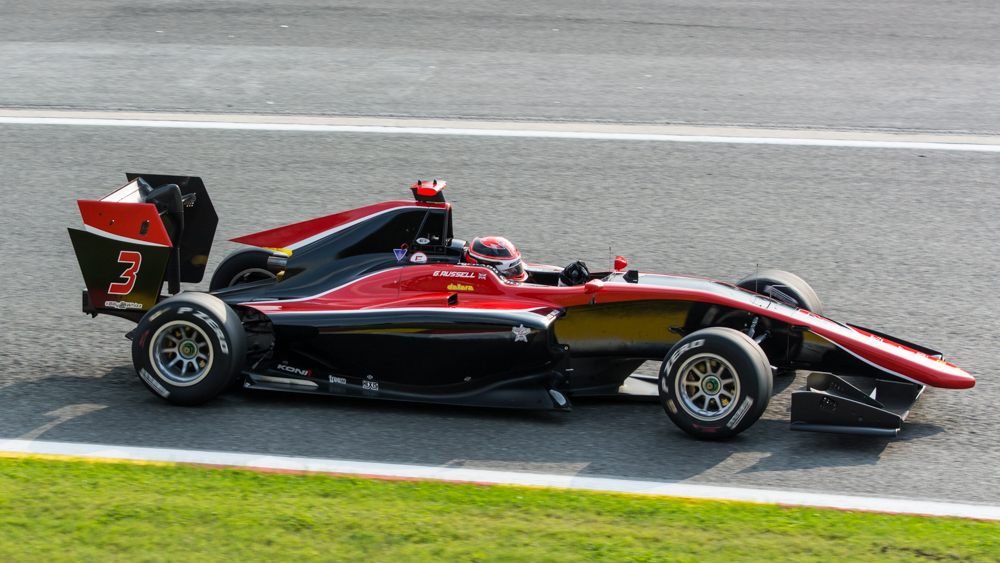
In de GP3 op Spa-Francorchamps in 2017.
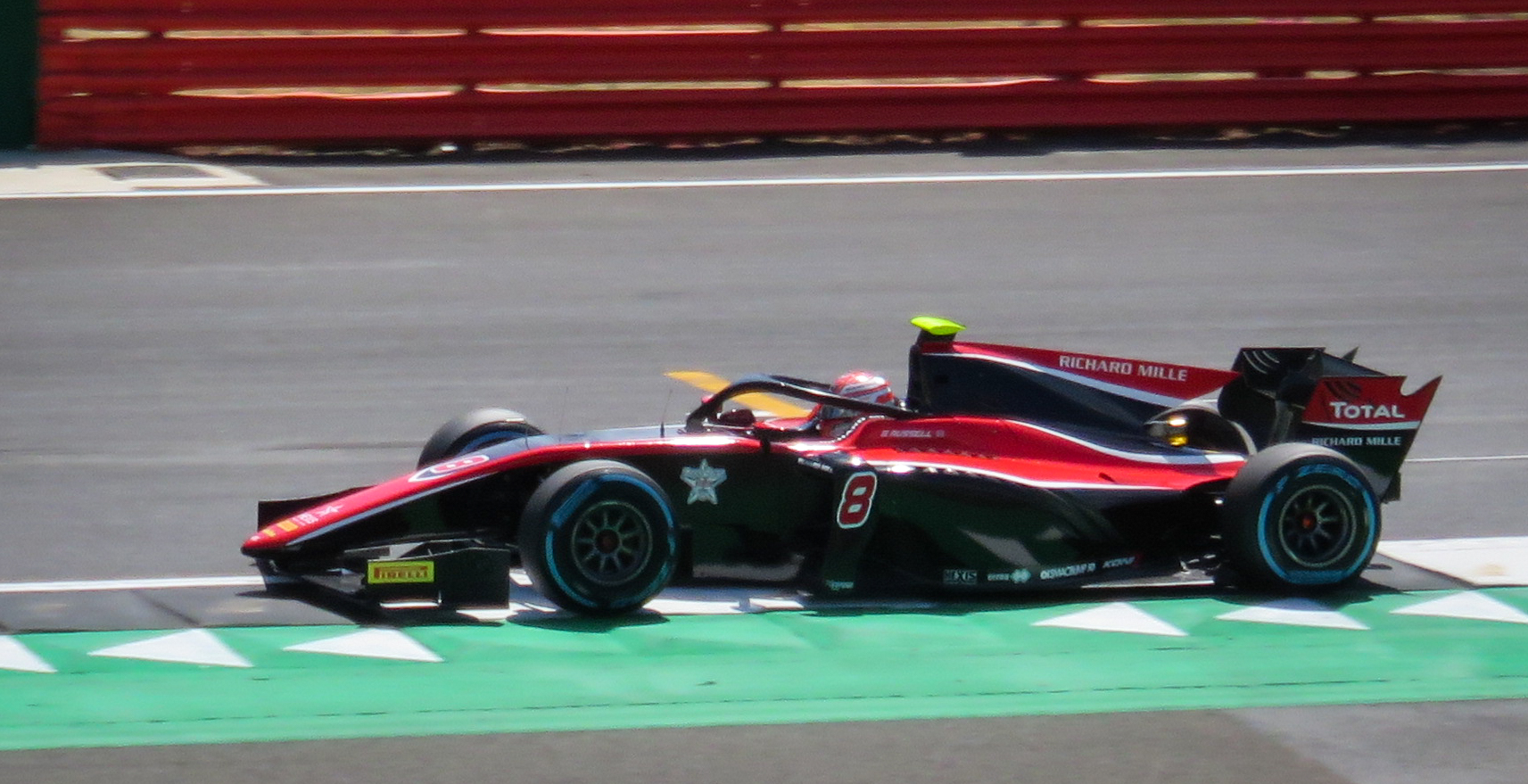
Seizoen 2018 in de Formule 2.
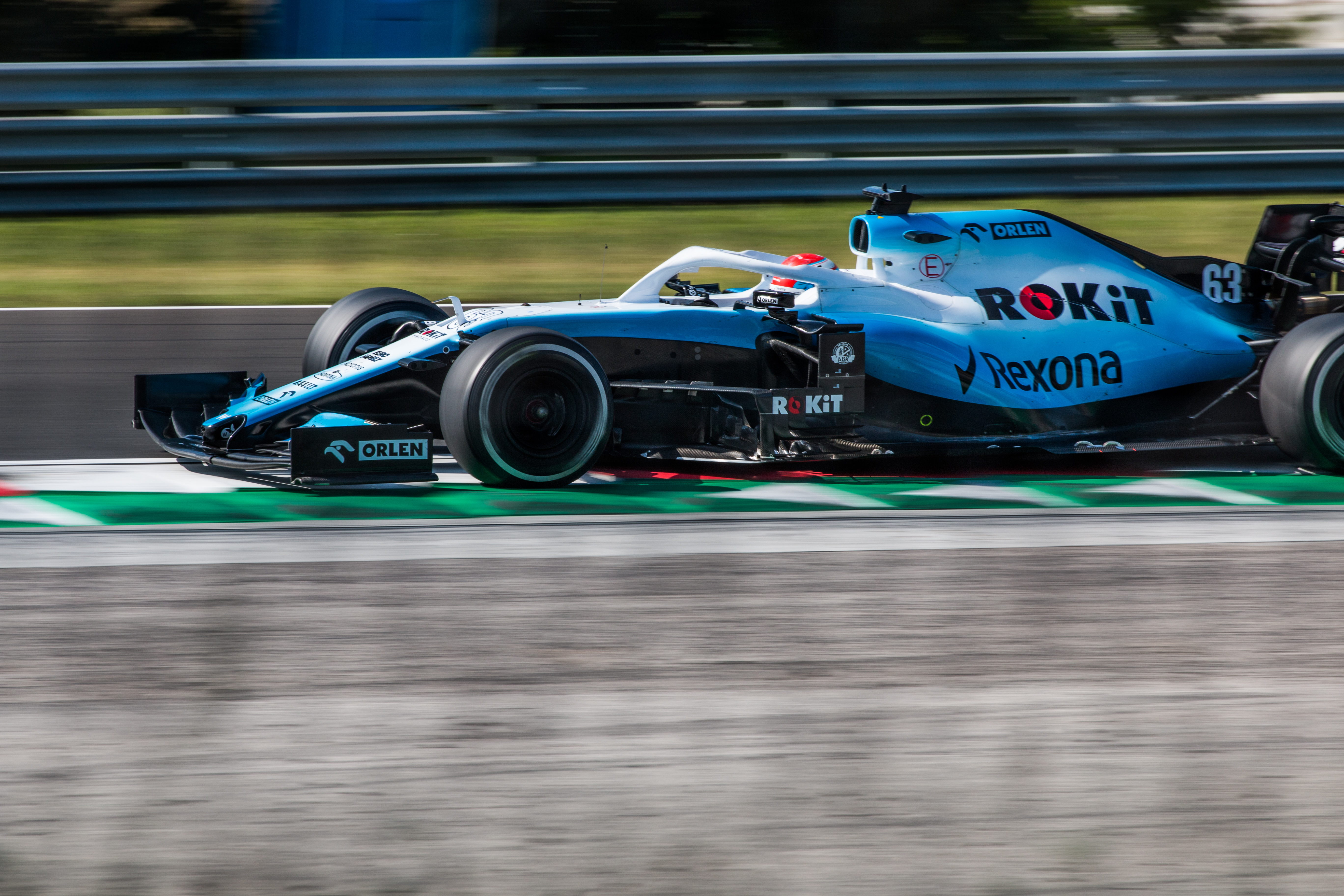
In de Williams FW42 van 2019.
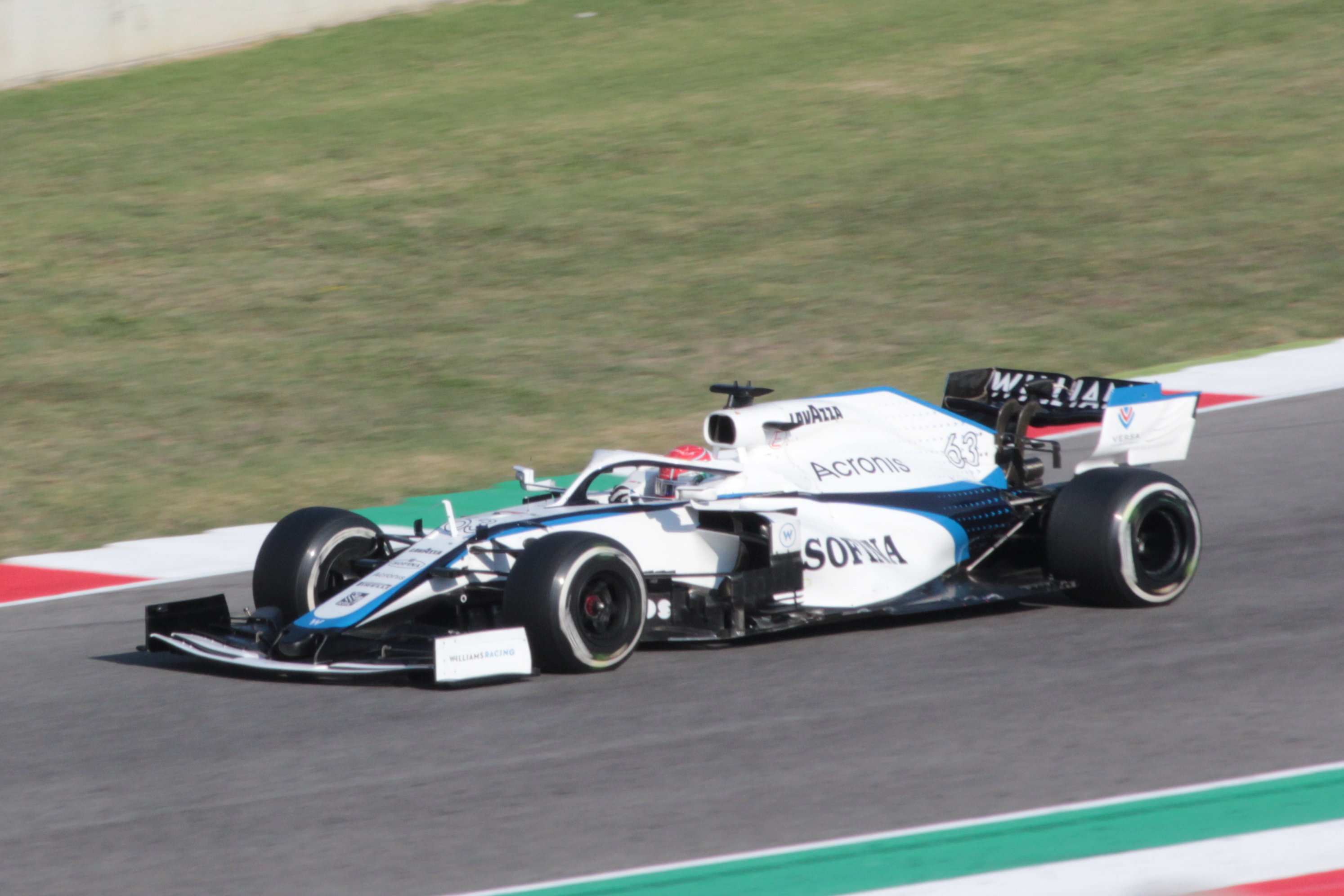
Tijdens de Grote Prijs van Toscane in 2020.